# 任蕾
任蕾（1982年1月22日—），中国女子篮球运动员，曾参加2004年夏季奥运会女子篮球比赛，获得第九名。她也曾参加2002年和2006年亚洲运动会，两次均获得冠军。